# Galga
Galga är ett vattendrag i Ungern. Det ligger i den centrala delen av landet, 50 km öster om huvudstaden Budapest.